# Lygephila
Lygephila is een geslacht van nachtvlinders uit de familie van de spinneruilen (Erebidae).

## Soorten
- L. alaica Remm, 1983
- L. alikanga Strand, 1920
- L. amasina (Staudinger, 1878)
- L. angustipennis Warren, 1913
- L. angustissima Draudt, 1950
- L. bischofi Hacker & Fibiger, 2006
- L. caeca Staudinger, 1896
- L. camerounica Hayes, 1980
- L. craccae (Denis & Schiffermüller, 1775)
- L. dorsigera Walker, 1865
- L. dubatolovi Fibiger, Kononenko & Nilsson, 2008
- L. exsiccata Lederer, 1855
- L. fereidum Wiltshire, 1961
- L. fonti Yela & Calle, 1990
- L. glycyrrhizae Staudinger, 1871
- L. homogyna Hampson, 1902
- L. kishidai Kinoshita, 1989
- L. leucobasis Bethune-Baker, 1911
- L. longicoecum Kononenko & Fibiger, 2008
- L. lubrica (Freyer, 1842)
- L. ludicra (Hübner, 1790)
- L. ludrica Hübner, 1790
- L. lupina Graeser, 1890
- L. lusoria (Linnaeus, 1758)
- L. maxima Bremer, 1861
- L. mirabilis Bryk, 1948
- L. moellendorfi Herz, 1904
- L. mommereti (Berio, 1940)
- L. nigra Viette, 1954
- L. nigricostata Graeser, 1890
- L. ogatai Kinoshita & Sasaki, 1989
- L. pallida Bang-Haas, 1907
- L. pastinum

Wikke-uil Treitschke, 1826
- L. plumbea Distant, 1898
- L. procax (Hübner, 1813)

- L. recta Bremer, 1864
- L. salax (Guenée, 1852)
- L. schachti Behouneb & Hacker, 1986
- L. stueningi Kononenko & Fibiger, 2008
- L. subrecta Sugi, 1982
- L. troberti Guenée, 1852
- L. viciae (Hübner, 1822)
- L. vicioides Hampson, 1926
- L. victoria Grote, 1874
- L. violaceogrisea Draudt, 1950
- L. vulcanea Butler, 1881
- L. yoshimotoi Kinoshita, 1989

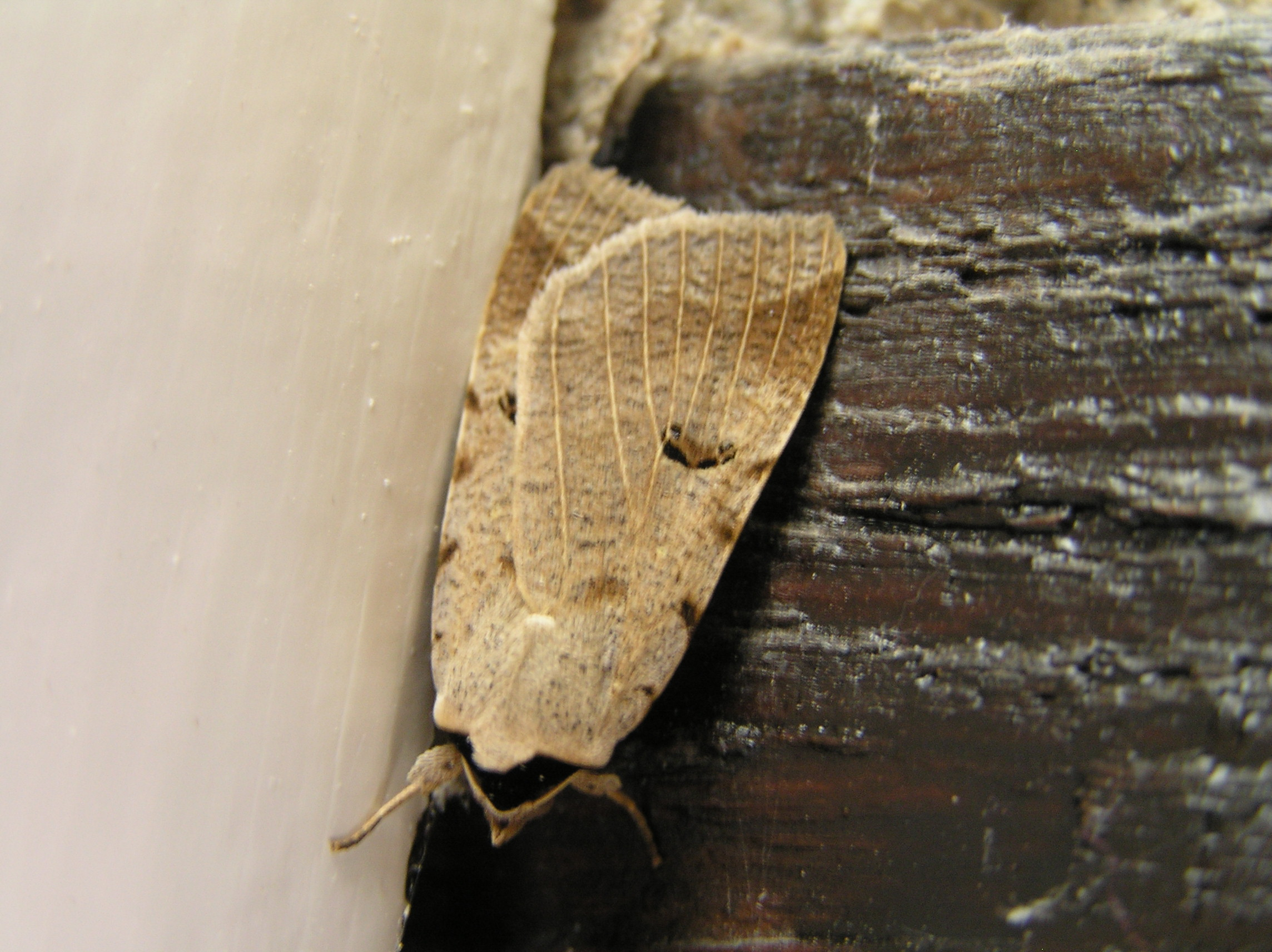
Lygephila craccae